# ガンマ線透過写真撮影作業主任者
ガンマ線透過写真撮影作業主任者（ガンマせんとうかしゃしんさつえいさぎょうしゅにんしゃ）は、日本の労働安全衛生法に基づく作業主任者の一つ。都道府県労働局長からガンマ線透過写真撮影作業主任者免許の交付を受けた者の中から、事業者により選任される。

## 概要
- 事業者は、鋳物製品等の品質検査においてガンマ線を用いて写真撮影を行う場合、労働者の中からガンマ線透過写真撮影作業主任者を選任することが義務づけられている。

## 免許を受ける資格を有する者
次の要件のいずれかに該当する者（18歳未満の者を除く。）は、都道府県労働局長に対し免許交付申請をすることで、この免許の交付を受けることができる。
- 次節の免許試験に合格した者
- 診療放射線技師免許を受けた者
- 原子炉主任技術者免状の交付を受けた者
- 第一種放射線取扱主任者免状又は第二種放射線取扱主任者免状の交付を受けた者

次節の免許試験合格者は東京労働局長、その他の該当者は住所もしくは勤務地を管轄する都道府県労働局長へ交付申請する。

## 免許試験

### 受験申込・受験資格
- 免許試験は、安全衛生技術センターにおいて定期的（通例は各センターにつき年1回。センターにより5月又は11月のいずれか）に実施される。
- 学歴・実務経験・年齢等による受験制限はない。

### 近年の試験実施状況
| 実施年度 | 受験者数 | 合格者数 | 合格率 |
| -------- | -------- | -------- | ------ |
| 2016年度 | 360人    | 216人    | 60.0%  |
| 2017年度 | 418人    | 321人    | 76.8%  |
| 2018年度 | 351人    | 235人    | 67.0%  |
| 2019度度 | 424人    | 299人    | 70.5%  |
| 2020年度 | 283人    | 202人    | 71.4%  |
| 2021年度 | 414人    | 309人    | 74.6%  |
| 2022年度 | 326人    | 197人    | 60.4%  |
| 2023年度 | 352人    | 244人    | 69.3%  |
| 2024年度 | 346人    | 247人    | 71.4%  |

### 試験科目
1. ガンマ線による透過写真の撮影の作業に関する知識（30点）
2. ガンマ線照射装置に関する知識（25点）
3. ガンマ線の生体に与える影響に関する知識（25点）
4. 関係法令（20点）

※1科目10問。合格基準は、受験科目全体で6割以上かつ各科目4割以上を正解すること。
※上記の記載順序は法令に基づくもの。実際の試験は、午前の2時間で1.と4.が、午後の2時間で2.と3.が、それぞれ2科目ずつまとめて（1科目ごとの時間区分なしに）実施される。なお、2021年（令和3年）6月1日以降の安全衛生技術センターでの試験は4科目まとめて4時間で実施される。
※診療エックス線技師免許を受けた者又はエックス線作業主任者免許試験に合格した者は申請により3.が免除され、その試験時間分として1時間短縮される。

## 脚註
1. ↑  国際安全衛生センター｜英語：労働安全衛生規則
2. ↑  ガンマ線透過写真撮影作業主任者免許試験規程｜安全衛生情報センター